# Helicopodosoma vittigerum
Helicopodosoma vittigerum är en mångfotingart som beskrevs av Karl Wilhelm Verhoeff 1924. Helicopodosoma vittigerum ingår i släktet Helicopodosoma och familjen orangeridubbelfotingar. Inga underarter finns listade i Catalogue of Life.